# Chosen Lords
Albums de Richard D. James
4 Tracks (EP)
(août 2005) Confederation Trough (EP)
(avril 2007)
Chosen Lords est un album de Richard D. James, paru le 10 avril 2006 sous son pseudonyme AFX. C'est une compilation de morceaux sélectionnés parmi les onze EP de la série Analord, sortie l'année précédente et disponible uniquement en vinyle. Sorti en CD, Chosen Lords permet donc d'écouter des moments forts d'Analord dans un format non-vinyle, mais le disque fait certaines impasses. Des éditions limitées distribuées avec une affiche ont été proposées en vue d'encourager les pré-commandes. 

8 de ces 10 morceaux sont sous le nom d'AFX, alors que Fenix Funk 5 et XMD 5a sont sous le nom d’Aphex Twin.

## Composition musicale
Pour Stereogum, « AFX synthétise ses tendances ambient et ses intentions dancefloor sur des pistes comme "Boxing Day" et "Pitcard" ». Les morceaux nerveux comme "Cilonen" et "Batine Acid" font écho à l'acid de ses premières œuvres. Chosen Lords est « un point de départ idéal pour quiconque souhaite approfondir les bases plus ésotériques du catalogue ingérable de Richard D. James ».

## Liste des morceaux
| No  | Titre                              | Durée |
| --- | ---------------------------------- | ----- |
| 1.  | Fenix Funk 5 (de Analord 10)       | 5:06  |
| 2.  | Reunion 2 (de Analord 5)           | 5:15  |
| 3.  | Pitcard (de Analord 7)             | 6:25  |
| 4.  | Crying In Your Face (de Analord 4) | 4:29  |
| 5.  | Klopjob (de Analord 3)             | 5:32  |
| 6.  | Boxing Day (de Analord 3)          | 6:50  |
| 7.  | Batine Acid (de Analord 6)         | 5:34  |
| 8.  | Cilonen (de Analord 5)             | 5:42  |
| 9.  | PWSteal.Ldpinch.D (de Analord 8)   | 3:48  |
| 10. | XMD 5a (de Analord 10)             | 7:58  |